# Partido de Baradero
Baradero es uno de los 135 partidos de la provincia argentina de Buenos Aires. Su cabecera es la ciudad homónima.

## Historia
En 1615 el gobernador de Buenos Aires Hernandarias fundó la reducción de Santiago de Baradero con indígenas chanás y mbeguás de las islas del Delta del Paraná. En 1780 se crea el curato de Baradero y en 1784 se crearon los partidos en el Virreinato del Río de la Plata, entre los cuales estaba el Partido de baradero siendo nombrado su primer alcalde de hermandad Don Justo Sosa

## Intendentes municipales desde 1983
| Intendente           | Mandato                                           | Partido | Partido | Alianza | Alianza |
| -------------------- | ------------------------------------------------- | ------- | ------- | ------- | ------- |
| Eduardo Rabellino    | 10 de diciembre de 1983 - 10 de diciembre de 1987 |         | UCR     |         | —       |
| Mario Valenti        | 10 de diciembre de 1987 - 10 de diciembre de 1991 |         | UCR     |         | —       |
| Pedro Carossi        | 10 de diciembre de 1991 - 10 de diciembre de 1995 |         | PJ      |         | FREJUFE |
| Pedro Carossi        | 10 de diciembre de 1995 - 10 de diciembre de 1999 |         | PJ      |         | FREJUFE |
| Pedro Carossi        | 10 de diciembre de 1999 - 3 de marzo de 2000      |         | PJ      | CJC     |         |
| Ricardo Montesanti   | 3 de marzo de 2000 - 10 de diciembre de 2003      |         | PJ      | CJC     |         |
| Ricardo Montesanti   | 10 de diciembre de 2003 - 10 de diciembre de 2005 |         | PJ      |         | FL      |
| Aldo Carossi         | 10 de diciembre de 2005 - 10 de diciembre de 2007 |         | PdV     |         | FPV     |
| Aldo Carossi         | 10 de diciembre de 2007 - 10 de diciembre de 2011 |         | PdV     |         | FPV     |
| Aldo Carossi         | 10 de diciembre de 2011 - 10 de diciembre de 2015 |         | PJ      |         | FPV     |
| Fernanda Antonijevic | 10 de diciembre de 2015 - 10 de diciembre de 2019 |         | UV      |         | CBA     |
| Esteban Sanzio       | 10 de diciembre de 2019 - 10 de diciembre de 2023 |         | PJ      |         | FdT     |
| Esteban Sanzio       | 10 de diciembre de 2023 - En el cargo             |         | PJ      | UP      |         |

1. ↑  Fallece en el cargo.
2. ↑  Renunció para asumir como diputado provincial.
3. ↑  Renunció al cargo 4 horas antes de la asunción de la nueva intendenta, por lo que no transfirió el mando.
4. ↑  El GEN se presentó con el nombre "Unión Vecinalista".

## Geografía

### Sismicidad
La región responde a la «subfalla del río Paraná», y a la «subfalla del río de la Plata», con sismicidad baja; y su última expresión se produjo el 5 de junio de 1888 (137 años), a las 3.20 UTC-3, con una magnitud probable, en el Partido, de 4,5 en la escala de Richter. (Terremoto del Río de la Plata de 1888).

### Límites
Limita al norte con el Departamento Gualeguay de la provincia de Entre Ríos, al oeste con el partido de San Pedro, al sur con el partido de Capitán Sarmiento, al sudeste con el partido de San Antonio de Areco y al este con el partido de Zárate.

## Cuarteles y localidades
El partido de Baradero se divide en 11 cuarteles numerados en números romanos del I al XI y en la Sección Islas.
El partido comprende las localidades de:
- Baradero (ciudad cabecera y más poblada del partido)
- Villa Alsina (Estación Alsina)
- Ireneo Portela (también conocida como Portela)
- Santa Coloma

## Carreteras de enlace
- RN 9 Autopista y RP 41.

## Demografía
| Población | 4.919 | 7.588   | 12.775  | 17.720  | 19.858  | 20.756 | 21.390 | 26.041  | 28.500 | 29.562 | 32.761  | 40.002 |
| Variación | -     | +54,25% | +68,35% | +38,70% | +12,06% | +4,52% | +3,05% | +21,74% | +9,44% | +3,72% | +10,82% | +22,1% |

### Estructura
Según el censo 2022 la población total es de 40 002 personas, repartidas en 
20 421 mujeres y 19 581 hombres, con un índice de masculinidad de 95,9 hombres por cada 100 mujeres. 
La edad mediana de la población es de 33 años (34 años entre las mujeres y 32 años entre los hombres).
El 12,6% de la población tiene más de 65 años (frente al 12,3% en 2010), y el 2,9% de la población tiene más de 80 años (frente al 3,3% en 2010)

### Salud y educación
El 77,1% de la población tiene al menos un tipo de cobertura de salud. 
Unas 13 291 personas asisten a algún tipo de establecimiento educativo de cualquier nivel y unas 3 962 personas tienen un título terciario o superior (10,1% sobre el total de la población instruida). La tasa de alfabetización es del 99,4

### Migraciones
De las personas residentes en el partido, unas 7 195 (18,0% del total de población) nacieron en otra provincia, y unas  932 (2,3% del total de población) lo hicieron fuera del país, siendo los grupos de inmigrantes más numerosos los provenientes de:
- Bolivia: 200 personas
- Paraguay: 189 personas
- Uruguay: 80 personas
- Venezuela: 51 personas
- China: 35 personas

### Hogares
En el partido hay un total de 15 343 viviendas  y 13 703 hogares. 
En cuanto al régimen de tenencia y regularidad de la propiedad de las viviendas, el 63,6% es propia, el 17,2% es alquilada, el 9,0% es cedida o prestada, y el resto se encuentra en otra situación.
Sobre el total de hogares, 12 746 (93,0% del total) tiene acceso a red pública de agua corriente, 9 147 (66,7% del total) tiene desagüe y descarga a red pública cloacal, 6 931 (50,6% del total) tiene acceso a red pública de gas, y 10 301 (75,1% del total) tiene acceso a red de internet en la vivienda. 